# Lista de prêmios e indicações recebidos por Mariah Carey
Mariah Carey é uma cantora, produtora, compositora, atriz e diretora estadunidense. Eleita a artista da década de 90 pela Billboard, Mariah é uma das artistas femininas mais bem sucedidas de todos os tempos e a artista solo com o maior número de #1's na Billboard Hot 100: 19 de suas canções atingiram o topo da parada musical, inclusive One Sweet Day, a canção que passou mais semanas na primeira colocação do chart, e a música All I Want For Christmas Is You consagrou Mariah como a primeira artista na história a ser número 1 em quatro décadas diferentes. Mariah recebeu diversos prêmios ao longo de sua carreira e foi homenageada por grandes premiações, como o American Music Awards, o Billboard Music Awards, World Music Awards e recebeu o prêmio de "Última Diva Pop" no People's Choice Awards. No total, a artista soma mais de 350 prêmios acumulados.

## Prêmios como atriz
Além da carreira principal de cantora, Mariah Carey também desenvolveu paralelamente uma carreira como atriz, tendo atingido enorme sucesso em alguns filmes, e grande fracasso em outros.
| Ano  | Premiação                                       | Categoria                | Filme                                |
| ---- | ----------------------------------------------- | ------------------------ | ------------------------------------ |
| 2009 | Capri Hollywood International Film Festival     | Melhor Atriz Coadjuvante | Preciosa - Uma História de Esperança |
| 2009 | Palm Springs International Film Festival Awards | Atriz Revelação          | Preciosa - Uma História de Esperança |

## Calçada da Fama
| Ano  | Recipiente   | Categoria                        | Resultado |
| ---- | ------------ | -------------------------------- | --------- |
| 2015 | Mariah Carey | Estrela na Categoria Fonográfica | Venceu    |

## Globo de ouro
| Ano  | Recipiente | Categoria              | Resultado |
| ---- | ---------- | ---------------------- | --------- |
| 2018 | The Star   | Melhor canção original | Indicado  |

## Recording Academy Honors
| Ano  | Recipiente   | Categoria              | Resultado |
| ---- | ------------ | ---------------------- | --------- |
| 2005 | Mariah Carey | Contribuição da Música | Venceu    |

## Bambi Awards
| Ano  | Recipiente   | Categoria                 | Resultado |
| ---- | ------------ | ------------------------- | --------- |
| 2005 | Mariah Carey | Artista Pop Internacional | Venceu    |

## GLAAD Media Awards
| Ano  | Recipiente   | Categoria  | Resultado |
| ---- | ------------ | ---------- | --------- |
| 2016 | Mariah Carey | Ally Award | Venceu    |

## Grammy Awards
| Ano  | Recipiente                                                  | Categoria                                                 | Resultado |
| ---- | ----------------------------------------------------------- | --------------------------------------------------------- | --------- |
| 1991 | Mariah Carey                                                | Álbum do Ano                                              | Indicado  |
| 1991 | "Vision of Love"                                            | Canção do Ano                                             | Indicado  |
| 1991 | "Vision of Love"                                            | Gravação do Ano                                           | Indicado  |
| 1991 | "Vision of Love"                                            | Melhor Performance Vocal Pop Feminina                     | Venceu    |
| 1991 | Mariah Carey                                                | Artista Revelação                                         | Venceu    |
| 1992 | "Emotions"                                                  | Melhor Performance Vocal Pop Feminina                     | Indicado  |
| 1992 | Mariah Carey (com Walter Afanasieff)                        | Produtor do Ano, Não-Clássico                             | Indicado  |
| 1993 | "I'll Be There" (com Trey Lorenz)                           | Melhor Performance de R&B de uma Dupla ou Grupo com Vocal | Indicado  |
| 1993 | MTV Unplugged EP                                            | Melhor Performance Vocal Pop Feminina                     | Indicado  |
| 1994 | "Dreamlover"                                                | Melhor Performance Vocal Pop Feminina                     | Indicado  |
| 1995 | "Hero"                                                      | Melhor Performance Vocal Pop Feminina                     | Indicado  |
| 1995 | "Endless Love" (com Luther Vandross)                        | Melhor Colaboração Pop com Vocais                         | Indicado  |
| 1996 | Daydream                                                    | Álbum do Ano                                              | Indicado  |
| 1996 | Daydream                                                    | Melhor Álbum Pop                                          | Indicado  |
| 1996 | "One Sweet Day" (com Boyz II Men)                           | Gravação do Ano                                           | Indicado  |
| 1996 | "One Sweet Day" (com Boyz II Men)                           | Melhor Colaboração Pop com Vocais                         | Indicado  |
| 1996 | "Fantasy"                                                   | Melhor Performance Vocal Pop Feminina                     | Indicado  |
| 1996 | "Always Be My Baby"                                         | Melhor Performance R&B Vocal Feminina                     | Indicado  |
| 1998 | "Honey"                                                     | Melhor Performance R&B Vocal Feminina                     | Indicado  |
| 1998 | "Honey"                                                     | Melhor Canção R&B                                         | Indicado  |
| 1998 | "Butterfly"                                                 | Melhor Performance Vocal Pop Feminina                     | Indicado  |
| 2000 | "When You Believe" (com Whitney Houston)                    | Melhor Colaboração Pop com Vocais                         | Indicado  |
| 2001 | "Thank God I Found You" (com Joe e 98 Degrees)              | Melhor Colaboração Pop com Vocais                         | Indicado  |
| 2006 | The Emancipation of Mimi                                    | Álbum do Ano                                              | Indicado  |
| 2006 | The Emancipation of Mimi                                    | Melhor Álbum de R&B Contemporâneo                         | Venceu    |
| 2006 | "We Belong Together"                                        | Canção do Ano                                             | Indicado  |
| 2006 | "We Belong Together"                                        | Gravação do Ano                                           | Indicado  |
| 2006 | "We Belong Together"                                        | Melhor Canção R&B                                         | Venceu    |
| 2006 | "We Belong Together"                                        | Melhor Performance Vocal R&B Feminina                     | Venceu    |
| 2006 | "It's Like That"                                            | Melhor Performance Vocal Pop Feminina                     | Indicado  |
| 2006 | "Mine Again"                                                | Melhor Performance Vocal de R&B Tradicional               | Indicado  |
| 2007 | "Don't Forget About Us"                                     | Melhor Canção R&B                                         | Indicado  |
| 2007 | "Don't Forget About Us"                                     | Melhor Performance Vocal de R&B Feminina                  | Indicado  |
| 2009 | "I Understand" (com Kim Burrell, Rance Allen e BeBe Winans) | Melhor Performance Gospel                                 | Indicado  |

## American Music Awards
| Ano  | Recipiente               | Categoria                             | Resultado |
| ---- | ------------------------ | ------------------------------------- | --------- |
| 1991 | Mariah Carey             | Artista Feminina de Pop/Rock Favorita | Indicado  |
| 1991 | Mariah Carey             | Artista Feminina de Soul/R&B Favorita | Indicado  |
| 1991 | Mariah Carey             | Novo Artista do Ano                   | Indicado  |
| 1992 | Mariah Carey             | Artista Feminina de Pop/Rock Favorita | Indicado  |
| 1992 | Mariah Carey             | Artista Feminina de Soul/R&B Favorita | Venceu    |
| 1992 | Someday                  | Single Dance Favorito                 | Indicado  |
| 1993 | Mariah Carey             | Artista Feminina de Pop/Rock Favorita | Venceu    |
| 1993 | Mariah Carey             | Artista Feminina de Soul/R&B Favorita | Indicado  |
| 1993 | Mariah Carey             | Artista Adulta Contemporânea Favorita | Indicado  |
| 1993 | I'll Be There            | Single Pop/Rock Favorito              | Indicado  |
| 1993 | MTV Unplugged EP         | Álbum Adulto Contemporâneo Favorito   | Venceu    |
| 1993 | Daydream                 | Álbum Soul/R&B Favorito               | Indicado  |
| 1994 | Mariah Carey             | Artista Feminina de Pop/Rock Favorita | Indicado  |
| 1994 | Mariah Carey             | Artista Feminina de Soul/R&B Favorita | Indicado  |
| 1994 | Dreamlover               | Single Soul/R&B Favorito              | Indicado  |
| 1995 | Mariah Carey             | Artista Feminina de Pop/Rock Favorita | Venceu    |
| 1995 | Mariah Carey             | Artista Adulta Contemporânea Favorita | Indicado  |
| 1995 | Music Box                | Álbum Pop/Rock Favorito               | Indicado  |
| 1995 | Music Box                | Álbum Soul/R&B Favorito               | Indicado  |
| 1996 | Mariah Carey             | Artista Feminina de Pop/Rock Favorita | Venceu    |
| 1996 | Mariah Carey             | Artista Feminina de Soul/R&B Favorita | Venceu    |
| 1997 | Mariah Carey             | Artista Feminina de Pop/Rock Favorita | Indicado  |
| 1997 | Mariah Carey             | Artista Feminina de Soul/R&B Favorita | Indicado  |
| 1997 | Mariah Carey             | Artista Adulta Contemporânea Favorita | Indicado  |
| 1997 | Daydream                 | Álbum Pop/Rock Favorito               | Indicado  |
| 1997 | Daydream                 | Álbum Soul/R&B Favorito               | Indicado  |
| 1998 | Mariah Carey             | Artista Feminina de Soul/R&B Favorita | Venceu    |
| 2000 | Mariah Carey             | Prêmio Especial por Conquistas        | Venceu    |
| 2005 | Mariah Carey             | Artista Feminina de Pop/Rock Favorita | Indicado  |
| 2005 | Mariah Carey             | Artista Feminina de Soul/R&B Favorita | Venceu    |
| 2005 | The Emancipation Of Mimi | Álbum Pop/Rock Favorito               | Indicado  |
| 2005 | The Emancipation Of Mimi | Álbum Soul/R&B Favorito               | Indicado  |
| 2006 | Mariah Carey             | Artista Feminina de Pop/Rock Favorita | Indicado  |
| 2006 | Mariah Carey             | Artista Feminina de Soul/R&B Favorita | Indicado  |
| 2006 | The Emancipation Of Mimi | Álbum Soul/R&B Favorito               | Indicado  |
| 2008 | Mariah Carey             | Artista Feminina de Pop/Rock Favorita | Indicado  |
| 2008 | E=MC²                    | Álbum Soul/R&B Favorito               | Indicado  |
| 2008 | Mariah Carey             | Prêmio Especial por Conquistas        | Venceu    |

## MTV Awards

### MTV Europe Music Awards
| Ano  | Recipiente   | Categoria               | Resultado |
| ---- | ------------ | ----------------------- | --------- |
| 1994 | Mariah Carey | Melhor Artista Feminina | Venceu    |
| 1999 | Mariah Carey | Melhor Artista R&B      | Indicado  |
| 2001 | Mariah Carey | Melhor Artista Feminina | Indicado  |
| 2005 | Mariah Carey | Melhor Artista Feminina | Indicado  |
| 2005 | Mariah Carey | Melhor Artista R&B      | Indicado  |

### MTV Video Music Awards
| Ano  | Recipiente                              | Categoria             | Resultado |
| ---- | --------------------------------------- | --------------------- | --------- |
| 1996 | One Sweet Day                           | Melhor Vídeo R&B      | Indicado  |
| 1998 | Honey                                   | Melhor Vídeo Feminino | Indicado  |
| 2003 | I Know What You Want (com Busta Rhymes) | Melhor Vídeo Hip-Hop  | Indicado  |
| 2005 | We Belong Together                      | Melhor Vídeo Feminino | Indicado  |
| 2005 | We Belong Together                      | Melhor Vídeo R&B      | Indicado  |
| 2006 | Shake It Off                            | Melhor Vídeo R&B      | Indicado  |
| 2008 | Touch My Body                           | Melhor Vídeo Feminino | Indicado  |

## Teen Choice Awards
| Ano  | Recipiente         | Categoria                         | Resultado |
| ---- | ------------------ | --------------------------------- | --------- |
| 2005 | Mariah Carey       | Escolha Musical: Artista R&B      | Venceu    |
| 2005 | Mariah Carey       | Escolha Musical: Artista Feminina | Indicado  |
| 2005 | We Belong Together | Escolha de Canção de Amor         | Venceu    |

## People's Choice Awards
| Ano  | Recipiente   | Categoria                           | Resultado |
| ---- | ------------ | ----------------------------------- | --------- |
| 1996 | Mariah Carey | Performer Musical Feminina Favorita | Venceu    |
| 2010 | Mariah Carey | Artista R&B Favorita                | Venceu    |
| 2018 | Mariah Carey | Última Diva Pop                     | Venceu    |

## Billboard Music Awards
| Ano  | Recipiente                                | Categoria                                   | Resultado |
| ---- | ----------------------------------------- | ------------------------------------------- | --------- |
| 1991 | Mariah Carey                              | Hot 100 Singles Artist                      | Venceu    |
| 1991 | Mariah Carey                              | Top Adult Contemporary Artist               | Venceu    |
| 1991 | Mariah Carey                              | Top Pop Artist                              | Venceu    |
| 1991 | Mariah Carey                              | Top Female Album Artist                     | Venceu    |
| 1991 | Mariah Carey                              | Top Pop Album Artist                        | Venceu    |
| 1991 | Mariah Carey                              | Top Album Artist                            | Venceu    |
| 1991 | "Vision of Love"                          | Top Female Single Artist                    | Venceu    |
| 1992 | Emotions                                  | Top Female Album Artist                     | Venceu    |
| 1992 | "Emotions"                                | Top Female Single Artist                    | Venceu    |
| 1993 | Mariah Carey                              | Top Pop Female Artist                       | Indicado  |
| 1993 | Mariah Carey                              | Top R&B Female Artist                       | Indicado  |
| 1993 | Music Box                                 | Top Female Album Artist                     | Indicado  |
| 1993 | "Dreamlover"                              | Top Hot 100 Airplay Track                   | Venceu    |
| 1993 | "Dreamlover"                              | Top Singles Female Artist                   | Indicado  |
| 1994 | Mariah Carey                              | Top Singles Female Artist                   | Venceu    |
| 1994 | Mariah Carey                              | Top Billboard 200 Album Artist              | Indicado  |
| 1994 | Mariah Carey                              | Top Billboard 200 Album Female Artist       | Venceu    |
| 1994 | Mariah Carey                              | Top Pop Artist                              | Indicado  |
| 1994 | Mariah Carey                              | Top Pop Female Artist                       | Venceu    |
| 1994 | Mariah Carey                              | Top R&B Female Artists                      | Indicado  |
| 1994 | Mariah Carey                              | Top R&B Album Female Artist                 | Indicado  |
| 1994 | Mariah Carey                              | Top R&B Singles Female Artist               | Indicado  |
| 1994 | Mariah Carey                              | Top Hot Adult Contemporary Artist           | Venceu    |
| 1994 | Music Box                                 | Top Billboard 200 Albums                    | Indicado  |
| 1994 | "Hero"                                    | Top Hot 100 Single                          | Indicado  |
| 1994 | "Hero"                                    | Top Hot 100 Airplay Track                   | Indicado  |
| 1995 | Mariah Carey                              | Top Billboard 200 Album Female Artist       | Venceu    |
| 1995 | Mariah Carey                              | Top Hot 100 Singles Female Artist           | Indicado  |
| 1995 | Mariah Carey                              | Top R&B Album Female Artist                 | Indicado  |
| 1995 | "Fantasy"                                 | Top Hot 100 Single Sales                    | Indicado  |
| 1995 | "Fantasy"                                 | Top Hot Dance Maxi-Single Sales             | Indicado  |
| 1996 | Mariah Carey                              | Top Hot 100 Singles Artist                  | Venceu    |
| 1996 | Mariah Carey                              | Top Adult Contemporary Artist               | Venceu    |
| 1996 | "One Sweet Day"                           | Special Award – 16 weeks at #1              | Venceu    |
| 1996 | "One Sweet Day"                           | Top Hot 100 Single                          | Indicado  |
| 1996 | "Always Be My Baby"                       | Top Hot 100 Single                          | Indicado  |
| 1996 | "Always Be My Baby"                       | Top Hot 100 Airplay Track                   | Venceu    |
| 1998 | Mariah Carey                              | Special Award – Female Artist 13 #1 Singles | Venceu    |
| 1998 | Mariah Carey                              | Top R&B Female Artist                       | Indicado  |
| 1998 | Mariah Carey                              | Top Hot Dance Maxi-Singles Sales Artist     | Indicado  |
| 1998 | "My All" / "Fly Away (Butterfly Reprise)" | Top Hot Dance Maxi-Singles Sales            | Indicado  |
| 1999 | Mariah Carey                              | Artist of the Decade                        | Venceu    |
| 1999 | Mariah Carey                              | Top Billboard 200 Album Female Artist       | Indicado  |
| 1999 | Mariah Carey                              | Top R&B / Hip-Hop Album Female Artist       | Indicado  |
| 2001 | "Loverboy"                                | Top Hot 100 Single Sales                    | Venceu    |
| 2003 | Mariah Carey                              | Top Hot Dance Maxi-Singles Sales Artist     | Venceu    |
| 2003 | "Through the Rain"                        | Top Hot Dance Maxi-Single Sales             | Indicado  |
| 2003 | The Remixes                               | Top Electronic Album                        | Indicado  |
| 2005 | Mariah Carey                              | Top Billboard 200 Album Female Artist       | Venceu    |
| 2005 | Mariah Carey                              | Top R&B/Hip-Hop Female Artist               | Venceu    |
| 2005 | Mariah Carey                              | Top R&B/Hip-Hop Album Female Artist         | Venceu    |
| 2005 | Mariah Carey                              | Top Hot R&B/Hip-Hop Songs Female Artist     | Venceu    |
| 2005 | Mariah Carey                              | Top Billboard 200 Album Artist              | Indicado  |
| 2005 | Mariah Carey                              | Top Hot 100 Singles Artist                  | Indicado  |
| 2005 | Mariah Carey                              | Top Hot 100 Singles Female Artist           | Indicado  |
| 2005 | Mariah Carey                              | Top Pop Artist                              | Indicado  |
| 2005 | Mariah Carey                              | Top Pop Female Artist                       | Indicado  |
| 2005 | Mariah Carey                              | Top Pop 100 Artist                          | Indicado  |
| 2005 | Mariah Carey                              | Top R&B/Hip-Hop Artist                      | Indicado  |
| 2005 | Mariah Carey                              | Top R&B/Hip-Hop Album Artist                | Indicado  |
| 2005 | Mariah Carey                              | Top Hot R&B/Hip-Hop Songs Artist            | Indicado  |
| 2005 | Mariah Carey                              | Top Hot Adult R&B Artist                    | Indicado  |
| 2005 | Mariah Carey                              | Top Rhythmic Artist                         | Indicado  |
| 2005 | Mariah Carey                              | Top Hot Dance Club Play Artist              | Indicado  |
| 2005 | Mariah Carey                              | Top Hot Dance Airplay Artist                | Indicado  |
| 2005 | The Emancipation of Mimi                  | Top Billboard 200 Album                     | Indicado  |
| 2005 | The Emancipation of Mimi                  | Top R&B/Hip-Hop Album                       | Indicado  |
| 2005 | "We Belong Together"                      | Top Hot 100 Single                          | Venceu    |
| 2005 | "We Belong Together"                      | Top Hot 100 Single Airplay                  | Venceu    |
| 2005 | "We Belong Together"                      | Top Rhythmic Song                           | Venceu    |
| 2005 | "We Belong Together"                      | Top Pop 100 Song                            | Indicado  |
| 2005 | "We Belong Together"                      | Top Pop 100 Airplay Track                   | Indicado  |
| 2005 | "We Belong Together"                      | Top Hot R&B/Hip-Hop Song                    | Indicado  |
| 2005 | "We Belong Together"                      | Top Hot R&B/Hip-Hop Song Airplay            | Indicado  |
| 2005 | "We Belong Together"                      | Top Adult R&B Song                          | Indicado  |
| 2005 | "We Belong Together"                      | Top Hot Dance Club Play Single              | Indicado  |
| 2006 | Mariah Carey                              | Top Billboard 200 Album Female Artist       | Indicado  |
| 2006 | Mariah Carey                              | Top R&B/Hip-Hop Female Artist               | Indicado  |
| 2006 | Mariah Carey                              | Top R&B/Hip-Hop Album Female Artist         | Indicado  |
| 2006 | Mariah Carey                              | Top Hot R&B/Hip-Hop Songs Artist            | Indicado  |
| 2006 | Mariah Carey                              | Top Hot R&B/Hip-Hop Songs Female Artist     | Indicado  |
| 2006 | Mariah Carey                              | Top Hot Adult R&B Artist                    | Indicado  |
| 2006 | "Fly Like a Bird"                         | Top Hot Adult R&B Song                      | Indicado  |
| 2006 | "Don't Forget About Us"                   | Top Hot Dance Club Play Single              | Indicado  |
| 2008 | Mariah Carey                              | Top R&B/Hip-Hop Female Artist               | Indicado  |
| 2008 | Mariah Carey                              | Top R&B/Hip-Hop Album Female Artist         | Indicado  |
| 2009 | "We Belong Together"                      | Hot 100 Song of the Decade                  | Venceu    |
| 2009 | "We Belong Together"                      | Radio Song of the Decade                    | Venceu    |
| 2009 | "Obsessed"                                | Top Hot 100 Single Sales                    | Indicado  |
| 2019 | Mariah Carey                              | Icon Award                                  | Venceu    |

## BMI Awards
O "BMI Awards" é um prêmio patrocinado pela Broadcast Music Incorporated, associação de compositores norte-americanos.
| Ano  | Recipiente                  | Categoria                 | Resultado |
| ---- | --------------------------- | ------------------------- | --------- |
| 1991 | "Love Takes Time"           | Canção do Ano             | Venceu    |
| 1991 | "Love Takes Time"           | Melhor Compositora        | Venceu    |
| 1991 | "I Don't Wanna Cry"         | Melhor Compositora        | Venceu    |
| 1991 | "Someday"                   | Melhor Compositora        | Venceu    |
| 1991 | "Vision of Love"            | Melhor Compositora        | Venceu    |
| 1992 | Mariah Carey                | Compositora do Ano        | Venceu    |
| 1993 | "Can't Let Go"              | Best Song                 | Venceu    |
| 1993 | "Emotions"                  | Best Song                 | Venceu    |
| 1993 | "Make It Happen"            | Best Song                 | Venceu    |
| 1994 | "Dreamlover"                | Compositora do Ano        | Venceu    |
| 1995 | "Dreamlover"                | Melhor Compositora de Pop | Venceu    |
| 1995 | "Hero"                      | Melhor Compositora de Pop | Venceu    |
| 1995 | "Anytime You Need a Friend" | Melhor Compositora de Pop | Venceu    |
| 1996 | "Anytime You Need a Friend" | Melhor Compositora de Pop | Venceu    |
| 1997 | "One Sweet Day"             | Canção do Ano             | Venceu    |
| 1997 | "One Sweet Day"             | Melhor Compositora de Pop | Venceu    |
| 1997 | "Fantasy"                   | Melhor Compositora de Pop | Venceu    |
| 1997 | "Forever"                   | Melhor Compositora de Pop | Venceu    |
| 1997 | "Always Be My Baby"         | Melhor Compositora de Pop | Venceu    |
| 1998 | "Always Be My Baby"         | Melhor Compositora de Pop | Venceu    |
| 1999 | Mariah Carey                | Compositora do Ano        | Venceu    |
| 1999 | "Butterfly"                 | Melhor Compositora de Pop | Venceu    |
| 1999 | "Honey"                     | Melhor Compositora de Pop | Venceu    |
| 1999 | "My All"                    | Melhor Compositora de Pop | Venceu    |
| 2000 | "When You Believe"          | Melhor Compositora de Pop | Venceu    |
| 2006 | "We Belong Together"        | Canção #1 na Billboard    | Venceu    |
| 2006 | "We Belong Together"        | Canção Mais Executada     | Venceu    |
| 2006 | "Don't Forget About Us"     | Canção Mais Executada     | Venceu    |
| 2006 | "Shake It Off"              | Canção Mais Executada     | Venceu    |
| 2007 | "Shake It Off"              | Melhor Compositora de Pop | Venceu    |
| 2007 | "Don't Forget About Us"     | Melhor Compositora de Pop | Venceu    |
| 2008 | "Touch My Body"             | Melhor Compositora de Pop | Venceu    |

## ASCAP Awards
O "ASCAP Award" é um prêmio dado pela "Associação de Compositores, Autores e Gravadoras".
| Ano  | Recipiente                  | Categoria                    | Resultado |
| ---- | --------------------------- | ---------------------------- | --------- |
| 1994 | "Hero"                      | Compositora de Rhythm & Soul | Venceu    |
| 1995 | "Hero"                      | Compositora de Rhythm & Soul | Venceu    |
| 1995 | "Hero"                      | Compositora de Pop           | Venceu    |
| 1995 | "Dreamlover"                | Compositora de Pop           | Venceu    |
| 1995 | "Anytime You Need a Friend" | Compositora de Pop           | Venceu    |
| 1997 | "One Sweet Day"             | Compositora de Rhythm & Soul | Venceu    |
| 1999 | "Honey"                     | Compositora de Pop           | Venceu    |
| 2006 | "We Belong Together"        | Canção do Ano                | Venceu    |
| 2009 | "Obsessed"                  | Canção Mais Executada        | Venceu    |
| 2010 | "We Belong Together"        | Canção da Década             | Venceu    |

## World Music Awards
| Ano  | Recipiente           | Categoria                                                | Resultado |
| ---- | -------------------- | -------------------------------------------------------- | --------- |
| 1995 | Mariah Carey         | Melhor Desempenho Comercial Mundial                      | Venceu    |
| 1995 | Mariah Carey         | Melhor Desempenho Comercial de Artista Americana         | Venceu    |
| 1995 | Mariah Carey         | Melhor Desempenho Comercial de Artista Pop               | Venceu    |
| 1996 | Mariah Carey         | Melhor Desempenho Comercial de Artista Feminina          | Venceu    |
| 1996 | Mariah Carey         | Melhor Desempenho Comercial de Artista Americana         | Venceu    |
| 1996 | Mariah Carey         | Melhor Desempenho Comercial de Artista Pop               | Venceu    |
| 1996 | Mariah Carey         | Melhor Desempenho Comercial de Artista R&B               | Venceu    |
| 1998 | Mariah Carey         | Melhor Desempenho Comercial de Artista R&B               | Venceu    |
| 1998 | Mariah Carey         | Artista Que Mais Vendeu Nos Anos 90                      | Venceu    |
| 2000 | Mariah Carey         | Artista do Milênio                                       | Venceu    |
| 2000 | Mariah Carey         | Melhor Desempenho Comercial de Artista Feminina R&B      | Venceu    |
| 2003 | Mariah Carey         | Diamond Award Por Mais de 100 Milhões de Álbuns Vendidos | Venceu    |
| 2005 | Mariah Carey         | Entertainer Feminina do Ano                              | Venceu    |
| 2005 | Mariah Carey         | Melhor Desempenho Comercial de Artista Pop Feminina      | Venceu    |
| 2005 | Mariah Carey         | Melhor Desempenho Comercial de Artista R&B               | Venceu    |
| 2005 | "We Belong Together" | Single Mais Tocado do Mundo                              | Venceu    |
| 2008 | Mariah Carey         | Prêmio Especial por Conquistas                           | Venceu    |
| 2008 | Mariah Carey         | Melhor Desempenho Comercial de Artista R&B Feminina      | Indicado  |
| 2014 | Mariah Carey         | Prêmio de Ícone Pop                                      | Venceu    |
| 2014 | Mariah Carey         | Melhor Artista Feminina do Mundo                         | Indicado  |
| 2014 | Mariah Carey         | Artista Solo Com o Maior Número de #1's                  | Venceu    |
| 2014 | Mariah Carey         | Melhor Ato Ao Vivo do Mundo                              | Indicado  |
| 2014 | Mariah Carey         | Melhor Entertainer do Ano do Mundo                       | Indicado  |